# Bistum Helsingør
| Bistum Helsingør              | Bistum Helsingør            |
| ----------------------------- | --------------------------- |
| Leitender Geistlicher:        | Bischof Peter Birch         |
| Propsteien:                   | 13                          |
| Kathedrale                    | St.-Olai-Dom in Helsingør   |
| Gemeindeglieder:              | 692.405 (31. Dezember 2016) |
| Einwohner:                    | 1.002.815                   |
| Anteil der Ev. in % der Bev.: | 69,1                        |
| Offizielle Website:           | www.helsingørstift.dk/      |

Das Bistum Helsingør (dänisch Helsingør Stift) ist ein Bistum der evangelisch-lutherischen Dänischen Volkskirche. Es umfasst die dänische Hauptstadtregion mit Ausnahme der Städte Kopenhagen, Frederiksberg, Tårnby und Dragør. Das Bistum wurde am 1. Januar 1961 vom Bistum Kopenhagen abgetrennt und ist das jüngste der zehn Bistümer der dänischen Volkskirche. Hauptkirche ist der St.-Olai-Dom in Helsingør.
Zum Bistum gehören 147 Gemeinden, die auf 13 Propsteien verteilt sind. Mit (Stand 1. Januar 2017) 692.405 Gemeindegliedern, was 69,1 % der Wohnbevölkerung entspricht, ist es das mitgliederstärkste Bistum in Dänemark.
Aktueller Bischof ist seit 2021 Peter Birch.

## Bischöfe und Bischöfinnen

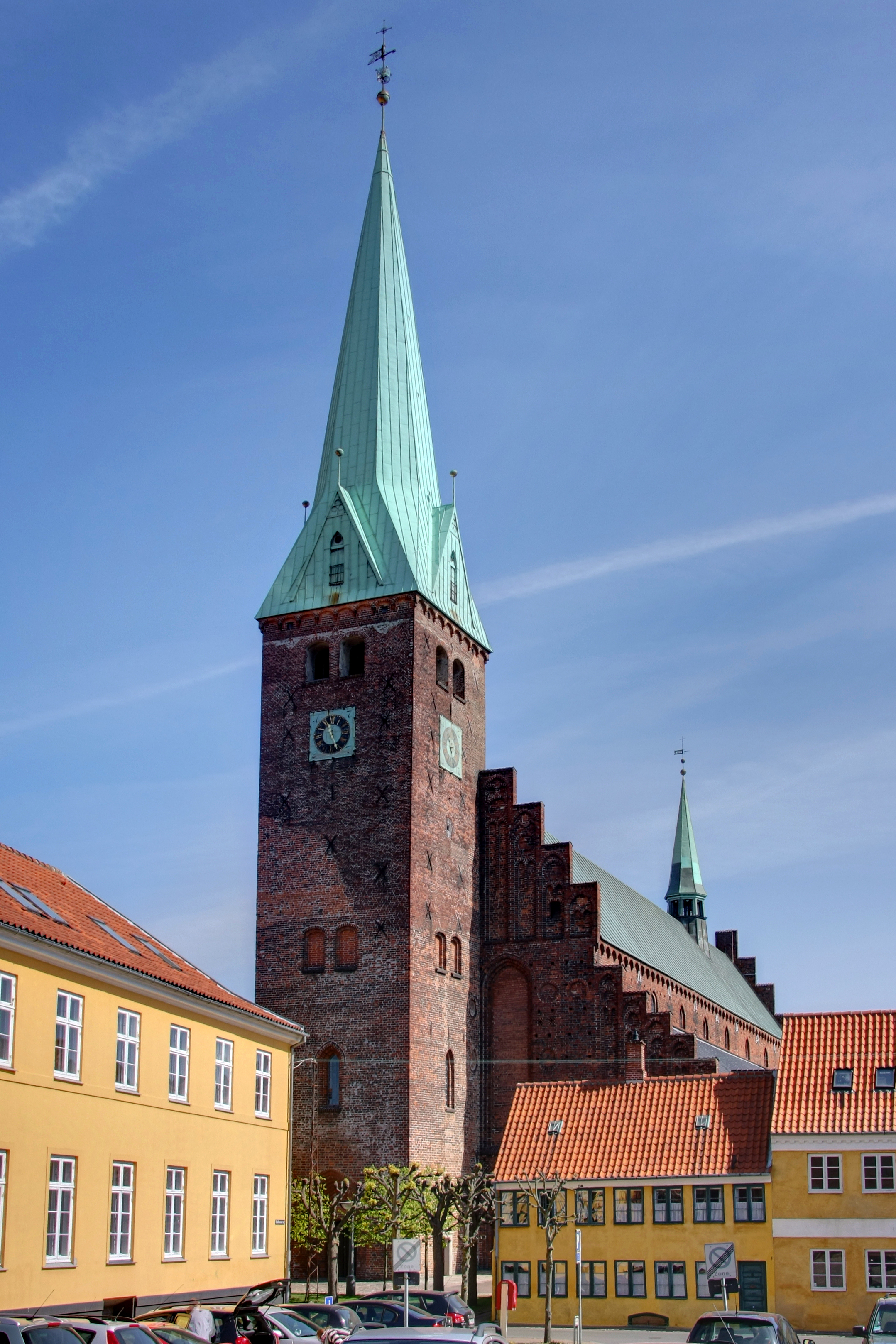
Domkirche St. Olai

- J. B. Leer-Andersen: 1961–1980
- Johannes Johansen: 1980–1995
- Lise-Lotte Rebel: 1995–2021
- Peter Birch: 2021–

## Propsteien
Das Bistum hat folgende Propsteien:
| - Ballerup-Furesø - Fredensborg - Frederikssund - Frederiksværk - Gentofte | - Gladsaxe-Herlev - Glostrup - Helsingør Dom - Hillerød | - Høje Taastrup - Kongens Lyngby - Rudersdal - Rødovre-Hvidovre |